# Jean Anglès d'Auriac
Pour les articles homonymes, voir Anglès, Auriac et Anglès d'Auriac.
Jean Anglès d'Auriac, né le 11 septembre 1902 au Mans (France) et mort le 6 mai 1954 à Rennes, est un philosophe et professeur de morale français. Il était professeur à la faculté des lettres de Rennes.

## Biographie

### Jeunesse
Jean Anglès d'Auriac est né d'une famille grenobloise, il est le fils de Pierre Ernest Caffarel-Anglès d’Auriac (1874-1918), polytechnicien, militaire, qui décède suite des suites de la grippe espagnole et d’Antoinette de Lajudie (1877-1972).

### Etudes
Il fait ses études à l'externat Notre Dame de Grenoble et obtient un baccalauréat de philosophie en 1919 et l'année suivante en mathématiques tous les deux mention bien. Après avoir commencé une classe préparatoire de Mathématiques Supérieures au Lycée Saint Geneviève à Versailles en octobre 1920 il décide au mois janvier suivant d'arrêter les mathématiques pour se consacrer à la philosophie. C'est ainsi qu'il retourne à Grenoble dans sa famille et s'inscrit à la faculté de philosophie de Grenoble où il suit les cours de Jacques Chevalier avec qui il entretient des liens étroits. A la rentrée 1921, il s'inscrit en classe préparatoire littéraire à l'Institut Bossuet à Paris. En 1923, Jean Angles d'Auriac intègre l'Ecole Normale Supérieure de la rue d'Ulm dans la section littéraire.  Comme "Tala", il va régulièrement aux  journées de Gentilly, rencontre le père Teilhard de Chardin, prend comme Directeur spirituel le père Pouget. Il reste 7 ans à l'ENS pour cause d'hépatite qui l'oblige à rentrer à Grenoble entre 1925 et 1928 pour se soigner. Il suit à nouveau les cours du professeur Jacques Chevalier aux côtés d’Emmanuel Mounier et intègre le Groupe de travail en commun constitué autour de Jacques Chevalier à Grenoble. Il soutient son mémoire de fin d'étude sur Maine de Biran.
Il est reçu à l'agrégation de philosophie en 1930.

### Enseignant et chercheur
Nommé professeur au lycée de garçons de Roanne où il reste d'octobre 1930 à novembre 1937, il avait pour condisciple Simone Weil également professeur au lycée de jeunes filles à Roanne de 1933 à 1934. Il se marie en 1935 avec Christiane Déchelette, ils auront 6 enfants. En plus du lycée de garçons de Roanne il assiste Jean Wahl dans sa chaire de philosophie de la faculté de Lettres de Lyon.
Il est nommé professeur au lycée du Parc à Lyon de 1937 à 1943, où il succède à son camarade Jean Guitton. À partir de cette date, il subira une succession d’hémorragies méningées qui le fatigueront et laisseront peser une menace permanente sur sa vie. Il ne sera pas mobilisé pendant la guerre pour raisons de santé. Il est détaché au CNRS pour poursuivre les recherches sur sa thèse jusqu'en 1949 qu'il soutiendra en juillet 1952 avec une mention très honorable de la part du jury. En 1950, il reprend sa charge de professeur au lycée du Parc à Lyon, puis est nommé en 1952, en anticipation de la soutenance de se thèse comme chargé de cours de métaphysique, de morale et de psychologie à la faculté des Lettres de Rennes. Il dirige également le Laboratoire de Psychologie du Centre d'Etudes Psychotechniques en succédant à Albert Burloud. 
Il décède le 6 mai 1954 d'une hémorragie cérébrale. 

## Travaux
- Essai de philosophie générale. T. I, La recherche de la vérité : sa genèse idéale et son fondement. Paris, Presses Universitaires de France, 295 p. Thèse. Lettres, 1954
- Essai de philosophie générale. Tome II, en quête du meilleur régime de l'esprit, Paris, Presses Universitaires de France, 228 p. Thèse compl. Lettres. 1952